# Věra Čáslavská
Věra Čáslavská (n. 3 mai 1942, Praga, Protectoratul Boemiei și Moraviei – d. 30 august 2016, Praga, Cehia) a fost o gimnastă cehă, una din legendele gimnasticii artistice feminine, multiplă campioană olimpică, mondială și europeană în anii '60, din partea Cehoslovaciei. Este gimnasta care a câștigat cele mai multe medalii olimpice de aur în probele individuale din istorie (șapte). Este considerată ultima mare gimnastă din așa numita epocă romantică a gimnasticii artistice feminine. Alături de Emil Zátopek, Věra Čáslavská a fost una dintre cei mai mari sportivi cehi, nu numai prin performanțele sale, dar și prin maniera proprie de abordare a sportului și a poziției sale umane. A fost un exemplu de aplicare a idealurilor olimpice și, între anii 1995-2000, a reprezentat Republica Cehă în autoritatea supremă a Mișcării Olimpice - Comitetul Internațional Olimpic.

## Activitate competițională
A început activitatea sportivă în patinajul artistic, dar s-a mutat la gimnastică artistică în 1957, la vârsta de 15 ani, când a început antrenamentele sub îndrumarea lui Vladimír Prorok. A început să participe la concursuri internaționale de anvergură din 1959, câștigând chiar de la prima participare o medalie de aur (la bârnă), la Campionatele Europene de la Cracovia. În deceniul care a urmat s-a evidențiat la Campionatele Mondiale, Campionatele Europene și Jocurile Olimpice. În perioada 1964-1968 a obținut o serie de victorii remarcabile, devenind lidera incontestabilă a gimnasticii artistice feminine, cu multiple titluri de campioană mondială și europeană. A participat la trei ediții succesive ale Jocurilor Olimpice (Roma 1960, Tokyo 1964 și Mexico City 1968), câștigând un total de 11 medalii olimpice, dintre care 7 de aur și 4 de argint.